# Петер Дельпе
Пе́тер Дельпе́ (нід. Peter Delpeut, нар. 12 липня 1956) — нідерландський режисер, сценарист та письменник. В деяких його фільмах використовуються фраґменти кіноплівок старих фільмів, що були знайдені у архівах.

## Життєпис
Навчався у Нідерандській академії телебачення на кіно (нід. Nederlandse Film en Televisie Academie), де студіював філософію та кінотеорію. Одним із його вчителів був бельґійсько-голландський письменник, арт-критик та режисер Ерік де Кюпер (Eric de Kuyper). З 1982 по 1988 роки працював журналістом та редактором журналу Skrien, присвяченого кіно, потім був заступником директора Нідерландського музею кіно у 1988—1995 роках. У 2003 році він провів майстер-класи на Міжнародному фестивалі документального кіно в Амстердамі. 

У 1994 році разом із перуансько-бельґійською режисеркою Хедді Гоніґман (Heddy Honigmann) написав сценарій до її документального фільму «Метал та Меланхолія» (нід. Metaal en melancholie, 1994). Фільм Дельпе «Феліція… Феліція…» відкрив у 1998 році Міжнародний кінофестиваль у Роттердамі, де його було названо найкращим голландським повнометражним фільмом. Того ж року було опубліковано і однойменну новелу. У 1999 році під час зйомок Діви Долорози (Diva Dolorosa), створеної із фраґментів кіноплівок фільмів про італійських дів періоду 1913—1920 років, він також опублікував книгу про свої подорожі Італією під назвою «Діва Долороса: Подорож до кінця століття» (нід. Diva Dolorosa. Reis naar het einde van de eeuw).
Світова прем'єра «Діви Долорози» відбулася 25 червня 1999 року в Амстердамі. У цьому компіляційному фільмі було поєднано фраґменти німих італійських мелодрам початку XX століття. Використовуючи архівні матеріали Нідерландського Музею Кіно, колекція якого налічує понад 30.000 картин, «Діва Долороза» наслідує попереднім проектам Дельпе, а саме — фільмам «Ліричний нітрат» (1990) та «Заборонені мандри» (1992). В цих фільмах Дельпе також використовував фраґменти фільмів, що були зняті на крихку нітроцелюлозну плівку, повернувшим їм вихідну кольорову тональність, всупереч політиці численних архівів, які досі надають перевагу зберіганню ранніх німих фільмів у монохромному сірому вигляді. В фільмі «Діва Долороза», назва якого перекладається як «Скорботна краса», Дельпе звертається до класичних жіночих образів, створених видатними акторками італійського німого кіно — Франческою Бертіні, Піною Менічеллі та Лідією Бореллі.  Музичний супровід фільму звучить у виконанні оркестру під керівництвом нідерландського музиканта Лоека Дікера. Як пише сам Петер Дельпе з приводу кольору в німих фільмах: 
|  | Тільки коли мені випало ознайомитися з зібранням Десмета у Нідерландському Музеї Кіно, я зрозумів, скільки кольору використовували у німих фільмах, а також те, що переважна більшість кіноархівів та істориків кіно ігнорували цей факт. Під час останнього [1987] фестивалю німих фільмів у Порденоне було показано близько трьохста фільмів. І лише десять з них були у кольорі, не менше ніж вісім з яких було люб'язно надано колекцією Десмета, що зберігається у Нідерландському Музеї Кіно. Оригінальний текст (англ.) It was not until I got to know the Desmet Collection at the Netherlands Film Museum that I realized just how much colour had been used in silent movies, and also just how much film archives and film historians across the world had ignored this fact. At recent [1987] festival of silent movies in Pordenone about three hundred movies were screened. Only ten were in colour, of which no fewer than eight appeared by courtesy of the conversation project of the Desmet Collection at the Netherlands Film Museum. |

В книзі подорожей Італією Дельпе також повертається до теми «людяності кольору» в німих фільмах про «дів», зокрема у картині «Tigre Reale», головну роль у якій зіграла Піна Менічеллі:
|  | В цієї копії з Турину м'які рожеві та ясні сині кольори. Дотепер я бачив тільки чорно-білу версію, але після кольорової версії «Tigre Reale» (1916) назавжди зрозумів, що монохромний колір є суттєвим для того, щоб стати поцінувачем німого фільму. Чорно-білі копії, про які ми знали, зазвичай були копіями кольорових фільмів, знятих на нітроцелюлозну плівку. В процесі копіювання неможливо створити чорно-білий відповідник оригіналу. Кіноплівка не може зберегти певні кольори, прочитати та перекласти їх у відтінки сірого або напівтони. Межі кольорів несумісні з чіткою чорно-білою схемою. Такі фільми як «Tigre Reale» десятиліттями показувались у сірих тонах… Здавалось, ніби все зникає у розмитій картині. Копіювання оригінального кольору повертає життя історіям та полегшує візуальне сприйняття фільму. Оригінальний текст (англ.) [The copy from Turin had soft pink and clear blue tones. I only khew the black and white version. But with the color version of Tigre Reale, I understood once and for all that monochrome coloring is essential for the appreciation of silent film. The black-and-white copies we knew were usually copies of original colored nitrate films. In the copying process, it is impossible to produce a pristine black-and-white picture. The film material is insensitive to particular colors; it cannot read them and translate them into gray scales or tones. The color areas are incompatible with a clear black-and-white scheme. Films like Tigre Reale for years were screened with grey tones… Everything seemed to drown into a dull blur. Copying the original color brings life back to the story and makes the film as a whole more visually accessible.] Помилка: [undefined] Помилка: {{Lang}}: немає тексту (допомога): текст вже має курсивний шрифт (допомога) |

Дельпе зняв ще декілька документальних фільмів, зокрема фільм «Світлій пам'яті» (In Loving Memory, 2001). Він активно займається велосипедним спортом, у 2003 році опублікував книгу «Великий вигін. Коротка історія велосипедної їзди» (нід. De grote bocht. Kleine filosofie van het fietsen). 

З 2004 по 2005 роки Дельпе був стипендіатом резидентської програми Нідерландської кіноакадемії та став
одним із десяти режисерів, яким Нідерландський Фонд Кіно виплатив стипендію для створення повнометражного фільму.

У 2007 році була опублікована його новела «Забутий сезон» (нід. Het vergeten seizoen, 2007), дії в якій розгортаються у середині XIX століття. 

Дельпе є також і поетом, нідерландський філософ Йос Де Мул у своїй книзі пригадує вірша Дельпе «Людина, що Прийшла з Холоду»: 
|  | … ті, хто приходять з холоду, самі є зимою, — сказав він. / Вони люблять свої сани та собак. / Вони подорожують не крізь ландшафт, / а сезони шторму та криги: / від цього застигають і їх думки» Оригінальний текст (нід.) ... zij die van de kou komen zijn zelf winter, — zij hij/ Zij houden van hun slee en van de honden./ Het is niet het landschap dat zij reizen,/ Maar een seizoen van storm en ijs:/ Zij bevriezen hun denken. |

## Фільмографія
| - 1984: Ема Цунц (Emma Zunz, повнометражний фільм) - 1986: Stravers (повнометражний) - 1987: Неприємності попереду (Trouble Ahead, гоум-муві) - 1988: Pierrot Lunaire (Місячний П'єро, разом із Еріком де Кюпером, повнометражний) - 1989: Ghatak (документальний) - 1990: Ліричний нітрат (Lyrical Nitrate, документальний) - 1992: Заборонені мандри (The Forbidden Quest, повнометражний) - 1993: І, так, вона рухається (E Pur Si Muove, танцювальний фільм) - 1995: Втрачене кіно (Cinéma Perdu, телевізійна серія) | - 1996: Машина часу (De Tijdmachine, документальний) - 1998: Феліція… Феліція… (Felice…Felice…, повнометражний) - 1999: Діва Долороса (Diva Dolorosa, документальна компіляція) - 2000: Рейксмузей: кімната скарбів (Schatkamer Rijksmuseum, документальний) - 2001: Світлій пам'яті (In Loving Memory, документальний) - 2003: Вирушай на Захід, юначе! (Go West, Young Man!, документальний) - 2004: Мрії Голландії (Dromen van Holland, документальний) - 2005: На кордоні (Op de Grens, документальний) |